# Кодыма (река)
Ко́дыма (укр. Кодима) — река в Одесской и Николаевской областях Украины, правый приток Южного Буга. Впадает в Южный Буг в Первомайске Николаевской области.

## География
На реке расположены пгт Кривое Озеро, города Первомайск Николаевской области, Балта и Кодыма Одесской области.

## Этимология
Название реки, возможно, происходит от удм. куд «болото», «речка, протекающая по болотистой местности». Название могло быть принесено кочевыми племенами, в состав которых входили финно-угры. По другой версии, название было принесено кочевниками с Алтая, и происходит от монг. хатын «женщина, царица».

## История
Раньше была судоходной. В посёлке Кривое Озеро со дна реки Кодыма были подняты дубовые сваи длиной 3 и более метра, что указывает на наличие причала.
27 октября 1693 года казацкие войска под предводительством правобережных полковников Семёна Палия, Андрея Абазина, полковника переяславского Ивана Мировича и конноохотного Пашковского разбили на Кодыме ногайских татар, шедших на Киев.
11 июля 1738 года турецко-татарские войска потерпели на Кодыме поражение от армии фельдмаршала Миниха.
В 1764−1767 годах на берегу реки уже существовали сёла Голта (30 домов), Кривое Озеро (40 домов), Ясеново (20 домов), Гольма (300 домов).
В XIX веке река служила границей между Подольской и Херсонской губерниями.